# فاهرات
فاهرات (ارمنی: Ֆահրատ؛  زادهٔ ۱۸۶۷ - درگذشته ۱۹۲۱) عاشوق، نابینایی اهل ارمنستان بود.

## زندگی‌نامه
وی با نام اصلی خاچاطور گئورگیان (ارمنی: Խաչատուր Գևորգյան) در ۱۸۶۷ در دیراکلار به دنیا آمد . وی در سه سالگی نابینا شد. از سال ۱۸۸۰ در آلکساندراپول سکونت داشت. وی در ۱۹۲۱ در سن ۵۴ سالگی در آلکساندراپول درگذشت.